# Nightmare Creatures II
Nightmare Creatures II (en Español Criaturas de pesadilla II) es un videojuego de terror, desarrollado por Kalisto Entertainment y publicado por Konami para las consolas PlayStation y Dreamcast. Es la secuela de Nightmare Creatures (criaturas de pesadilla).

## Argumento
En el año 1934, 100 años después de los acontecimientos de Londres, Adam Crowley, un ocultista y el antagonista del juego anterior, se ha creado una gran raza de criaturas mutantes, que él está utilizando para acabar con un grupo de cazadores de monstruos llamado el Círculo. Mientras tanto, Wallace, un "paciente" en el hospital genético de Crowley, se escapa de su cautiverio, armado solo con un hacha. Llega a Londres, donde es rescatado de un incendio por Rachel (Descendiente de Ignacio y Nadia protagonistas del primer juego), el único miembro superviviente del Círculo. Se dirigen por caminos separados, Wallace decide aventurarse al castillo de Crowley, sólo para descubrir que el ocultista no está ahí, sino que está en París.
A continuación, se cae por una rampa, lo que lo conduce a un biplano que vuela a Francia. Wallace entra en un cine, donde se encuentra una nota de Rachel que le informaba de que ella sabe de los planes de Crowley. Luego procede en adelante a un museo para reunirse con Rachel, pero ella es capturada por los zombis (sin que lo sepa Wallace). Después de encontrar un plan detallado de la Torre Eiffel, junto con algunos de los planes del antagonista, Wallace entra en una cripta, donde es atacado por zombis. Se escapa en un coche, sólo para accidentarse en un cementerio elaborado, donde se encuentra una parte de la camisa de Rachel que se enganchó en un árbol.
Se marcha desde el cementerio, y cae en una alcantarilla, que a su vez conduce a la Torre Eiffel. A continuación, sube a la parte superior de la torre, donde encuentra a un monstruo grotesco. El usa dinamita, que explota a la criatura, y termina siendo arrojado fuera de la parte superior de la torre. Sin embargo, su caída se amortigua y se reencuentra con Rachel, y terminan alejándose juntos.

## Jugabilidad
El modo de juego es similar a la anterior entrega, pero es eliminada la barra de adrenalina y se le agrega la posibilidad de finalizar a los enemigos (con un Fatality) ejecutándolos de manera violenta cuando estos ya han sido debilitados.

## Música
El juego cuenta con licencia de música de Rob Zombie en las escenas mientras que la música del juego fue compuesta por el compositor del Nightmare Creatures, Frédéric Motte.

## Recepción
Las criaturas de pesadilla II recibieron críticas de mixta a negativas. La agregación del sitio web de revisión GameRankings y Metacritic dio la versión para PlayStation 63.63% y a la versión para Dreamcast 49,06%.